# Кулик Василь Степанович
Василь Степанович Кулик (1830, Полтава, Російська імперія — 1870) — український поет. Дід літературознавця, перекладача Петара Митропана.

## Біографія
Народився у селі в родині збіднілого дворянина Полтавської губернії, закінчив полтавську гімназію, після чого поступив до Харківського університету на медичний факультет. Через сімейні обставини (смерть батька, важке матеріальне становище) він не зміг його закінчити, але під час навчання познайомився з роботами та поглядами деяких викладачів та студентів українофільського напрямку.
Залишивши університет, Кулик деякий час проживає у маєтку, який залишився від батька, намагаючись позбутися його боргів, але потім виїжджає до Харкова, складає іспит на звання провізора та деякий час працює аптекарем у Валках. Потім, також як провізор та аптекар, Кулик працює в Сімферополі. Під цей час він багато подорожує, бажаючи на власні очі побачити історичні місця, зв'язані з Запорізькою Січчю. Нарешті він повертається до Полтавщини, де, на рідному хуторі проживає до своєї смерті. Помер він від туберкульозу наприкінці 1870 року, його рідний хутір, де він прожив останні роки пізніше увійшов до складу Полтави як передмістя «Кулики».

## Творчість
Ще з юності, захопившись старовиною, Кулик починає писати вірші українською мовою, стилізовані під старовинні або народні пісні та думи. Пізніше деякі з них друкують у часописах «Основа» та «Правда». Єдиною збіркою вони видані не були.